# Convict 993
Convict 993 è un film muto del 1918 diretto da William Parke. Sceneggiato da Wallace C. Clifton, aveva come interpreti Irene Castle, Warner Oland, Helene Chadwick, Harry Benham.

## Trama
Roslyn Ayre, detenuto numero 993, esce di prigione, dove invece rimane Neva Stokes, la sua compagna di cella. Iniziata una nuova vita, Roslyn frequenta un ambiente altolocato, intrecciando una relazione con il ricco Rodney Travers, che la corteggia. Neva, intanto, viene rilasciata dal carcere. Insieme a Dan Mallory, il capo di una banda di malviventi, ricatta Roslyn per poter derubare gli eleganti ospiti che frequentano la sua casa. Roslyn sembra cedere al ricatto: ruba i gioielli e poi fa un accordo con Mallory per tradire i suoi e scappare insieme con il bottino. Quando la banda viene a conoscenza del loro progetto, chiede la sua parte. Roslyn, allora, rivela di esser stato una agente infiltrata fin dall'inizio, la cui missione era quella di far cadere in trappola la pericolosa banda per consegnarla alla legge.

## Produzione
Il film fu prodotto dall'Astra Film.

## Distribuzione
Il copyright del film, richiesto dalla Pathé Exchange, Inc., fu registrato il 3 aprile 1918 con il numero LU12256.

Distribuito dalla Pathé Exchange, il film uscì nelle sale statunitensi il 6 gennaio 1918. In seguito, ne venne fatta una riedizione in una versione di tre rulli distribuita dalla Pathé il 5 febbraio 1922.

Il 13 luglio 1925, il film uscì in Portogallo con il titolo Presidiária 993.
Non si conoscono copie ancora esistenti della pellicola che viene considerata presumibilmente perduta.